# Eilema incertula
Eilema incertula là một loài bướm đêm thuộc phân họ Arctiinae, họ Erebidae.